# Минамикамбара
Минамикамбара (яп. 南蒲原郡 Минамикамбара-гун) — уезд в Японии, расположенный в центральной части префектуры Ниигата. Площадь 31,77 км². Население 13 076 чел. (на 1 мая 2008 года). Плотность населения 411,58 чел./км².

## Состав
- посёлок Тагами;
- посёлок Сандзё (до 1 января 1934) — получил статус города;
- посёлок Мицукэ и сёла Ниигата, Кацумаки и Уэкитадани (до 31 марта 1954) — в результате слияния Мицукэ получил статус города;
- посёлок Камо и село Симодзё (до 3 октября 1954) — в результате слияния Камо получил статус города;
- посёлок Наканосима (до 1 апреля 2005) — поглощён городом Нагаока;
- посёлок Сакаэ и село Ситаба (до 1 мая 2005) — поглощён городом Сандзё.